# Xanthopimpla heinrichi
Xanthopimpla heinrichi là một loài tò vò trong họ Ichneumonidae.